# 欽巴赫河
50°05′29″N 11°51′12″E / 50.0915°N 11.8533°E
欽巴赫河是德國的河流，位於該國東南部，由巴伐利亞負責管轄，屬於奥赫热河的右支流，河道全長3.8公里，流域面積7.1平方公里，流經文西德爾縣。